# Hadena gavisa
Hadena gavisa är en fjärilsart som beskrevs av William Schaus 1898. Hadena gavisa ingår i släktet Hadena och familjen nattflyn. Inga underarter finns listade i Catalogue of Life.